# Lanei Chapman
Pour les articles homonymes, voir Chapman.
Lanei Chapman est une actrice américaine, née le 23 janvier 1973 .

## Filmographie
- 1989 : A Mother's Courage: The Mary Thomas Story (TV) : Mary (16 years)
- 1992 : The Importance of Being Earnest : Cecily
- 1992 : Les blancs ne savent pas sauter (White Men Can't Jump) : Lanei
- 1992 : La Famille Jackson (The Jacksons: An American Dream) (TV)
- 1992 : Les Années Coup de Cœur (The Wonder Years) (Série TV) saison 5, Episode "Kodachrome" : Miss Shaw
- 1993 : Les Secrets de Lake Success (The Secrets of Lake Success) (feuilleton TV) : Melanie Jones
- 1993 : Seinfeld (Série TV) Saison 4, Episode 18 The Old Man
- 1995 : Space 2063 (série TV) : Vanessa Damphousse
- 2001 : Rat Race : Merrill Jennings